# Pedro Peralta y Barnuevo
Pour les articles homonymes, voir Peralta.
Pedro Peralta y Barnuevo, né le 26 novembre 1663 ou 1664 à Lima dans la vice-royauté du Pérou où il est mort le 30 avril 1743, est un érudit et polymathe péruvien qui fut astronome, mathématicien, avocat, écrivain et historien. 
Recteur de l'université de San Marcos, il fut nommé cosmographe majeur de la vice-royauté du Pérou, la distinction scientifique la plus importante de la vice-royauté, chargé d'élaborer la cartographie officielle.

## Biographie
Fils de Francisco de Peralta Barnuevo, comptable de l'Audience royale de Lima, et de Magdalena Egipciaca de la Rocha y Benavides, Pedro Peralta y Barnuevo fut l'aîné de huit frères. Il étudie le droit à l'université de San Marcos et obtient son diplôme d'avocat en droit romain et canonique en 1686. Polyglotte, il domine le latin, le grec, le portugais, l'anglais, le français et l'italien. 
Il publie son premier poème en grec (Apolo fúnebre) en 1687, où il évoque le tremblement de terre qui dévasta Lima cette même année. Sous le gouvernement du vice-roi du Pérou Melchor Portocarrero, comte de Monclova, il publie un traité de médecine Desvíos de la naturaleza o tratado del origen de los monstruos à partir de la naissance d'un enfant possédant deux têtes. Poète, il écrit un recueil de poésies inclus dans Parientación real en hommage au roi Charles II  d'Espagne, publié en 1701 par José Buendía.
L'arrivée au pouvoir au XVIIIe siècle des Bourbons à la tête de l'Espagne favorise l'avènement de Peralta au sein des cercles de pouvoir de la vice-royauté du Pérou. Francophone, auteur d'éloges aux rois Louis XIV et Philippe V d'Espagne, il impressionne le nouveau vice-roi Manuel de Oms (en), marquis de Castelldosríus, qui l'invite à animer une tertulia littéraire entre 1709 et 1710. Ses connaissances en mathématiques et astronomie furent reconnues par le vice-roi qui le nomma cosmographe majeur de la vice-royauté du Pérou en 1709 succédant à Juan Ramón Koenig (en). Il continua les travaux de ce dernier, en particulier dans l'élaboration d'un almanach astronomique de périodicité annuelle publié entre 1721 et 1743 sous le nom de El conocimiento de los tiempos. Il fournit de précieuses données cosmographiques au naturaliste français Amédée-François Frézier lors de son voyage au Pérou en 1712. En 1715, il est nommé recteur de l'université de San Marcos, réélu en 1716 et 1717. Travaillant avec l'Académie des sciences de Paris, il aide Charles Marie de la Condamine dans son expédition géodésique en 1735. 
Peralta a su s'adapter aux changements de pouvoir au cours de la première moitié du XVIIIe siècle, il composa par exemple des éloges à l'administration de l'évêque de Quito et vice-roi du Pérou Diego Ladrón de Guevara (en) entre 1710 et 1716. Il fut chargé du discours de bienvenue à Carmine Nicolao Caracciolo, vice-roi du Pérou de 1716 à 1720. Enfin, il écrit trois œuvres (El Jupiter Olímpico, El Templo de la Fama Vindicado et El Diálogo de la Justicia y la Verdad) en défense du vice-roi et archevêque de Lima Diego Morcillo Rubio de Auñón (en). Son amitié avec José de Armendáriz (en), marquis de Castelfuerte, vice-roi du Pérou de 1724 à 1736, lui permit d'être son conseiller personnel au point qu'il rédigea le rapport gouvernemental qu'Armendáriz remit à son successeur le vice-roi José Antonio de Mendoza, marquis de Villagarcía. Il écrit pour ce dernier un discours élogieux lors de son entrée à Lima (El cielo del Parnaso).
Peralta fut également dramaturge, il écrit en 1711 Triunfos de amor y de poder à l'occasion de la victoire du roi Philippe V lors de la bataille de Villaviciosa. En 1720, il écrit la comédie Afectos vencen finezas. Il s'intéressa aussi à l'Histoire en publiant Historia de España Vindicada (1730) et Lima fundada o Conquista del Perú (1732), dernier ouvrage où le conquistador Francisco Pizarro en est le protagoniste.
Marié à Juana de Fernández de Rueda qui meurt en 1739, il publie sa dernière œuvre Lima Inexpugnable, discurso hercotectónico o de defensa por medio de la fortificación de este grande emporio en 1740 où il propose de renforcer les murailles défensives du port de Callao contre l'érosion marine. Peralta meurt à Lima en 1743 des suites d'une affection rénale après avoir fait l'éloge l'année précédente du nouvel archevêque de Lima, José Antonio Gutiérrez de Ceballos.